# Arpád Tesár
Arpád Tesár  (* 1. Februar 1919 in Vrútky; † 15. Juni 1989 in Bratislava) war ein slowakischer Bauingenieur.

## Leben
Tesar, der Sohn eines Eisenbahnarbeiters, studierte an der Slowakischen Technischen Universität in Bratislava und an der TH Berlin-Charlottenburg mit dem Abschluss 1944. Danach war er dort bis 1945 Assistent von Ferdinand Schleicher (weitere Lehrer waren Franz Dischinger, Friedrich Tölke, Arnold Agatz). Danach war er am Wiederaufbau in der Slowakei beschäftigt im Ministerium für Brücken und Eisenbahn in Bratislava (bis 1948). Danach war er Leiter der Entwurfsabteilung von Vitkovice in Bratislava und Direktor des Hutny-Projekts. 1955 wurde er Leiter der Entwurfsabteilung des Schweißforschungsinstituts in Bratislava, wo er sich mit geschweißten Druckkesseln und Tanks befasste. Er entwickelte dazu neue Verfahren, die notwendig waren, weil statt hochwertigem Eisenerz aus Schweden nunmehr nur das aus der Ukraine zur Verfügung stand. In den 1940er und 1950er Jahren war er so an einer Vielzahl von Brücken und Industriebauten beteiligt.

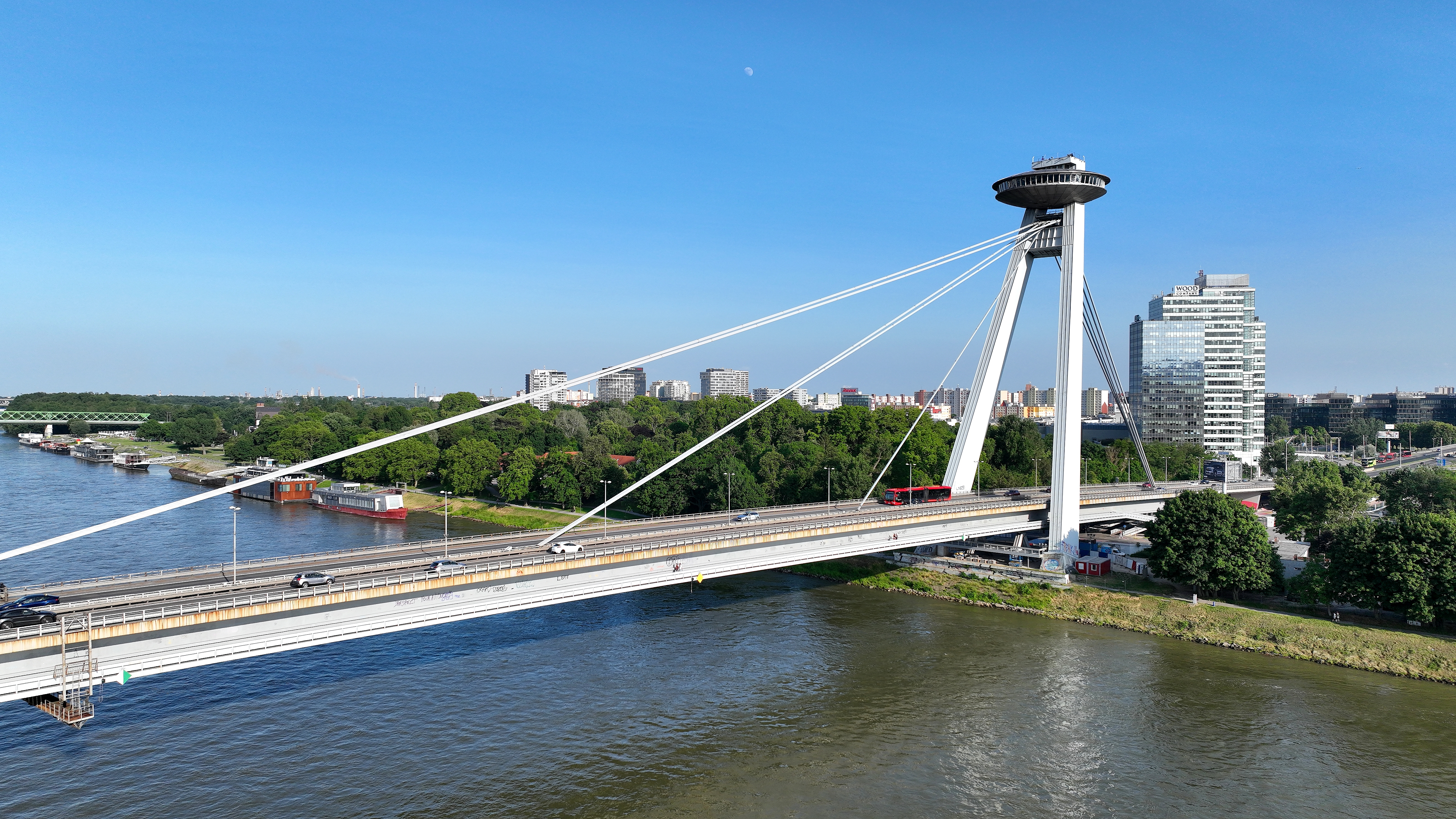
Brücke des Slowakischen Nationalaufstandes in Bratislava

Von ihm und dem Architekten Jan Lacko stammt der Entwurf der Brücke des Slowakischen Nationalaufstandes in Bratislava, gebaut 1967 bis 1972, eine innovative Schrägseilbrücke mit Turmrestaurant.
Er war Mitglied der Slowakischen Akademie der Wissenschaften und erhielt deren Aurel Stodola Goldmedaille.